# Kikihia angusta
Kikihia angusta är en insektsart som först beskrevs av Walker 1850.  Kikihia angusta ingår i släktet Kikihia och familjen cikador. Inga underarter finns listade i Catalogue of Life.